# Лейкдеплеция
Лейкодеплеция — группа методов уменьшения содержания лейкоцитов в компонентах донорской крови.
Удаление лейкоцитов из донорской крови и её компонентов необходимо, чтобы в дозе компонента, переливаемой реципиенту оставалось не более одного миллиона лейкоцитов, так как это напрямую сопряжено с риском развития множества неблагоприятных реакций.
Широко распространённым методом лейкодеплеции трансфузионных сред является их фильтрация через лейкоцитарные фильтры.
На современном этапе развития производственной трансфузиологии технологии лейкодеплеция компонентов донорской крови закономерно являются крайне востребованными, а в некоторых зарубежных странах (Франция, Канада, Германия, Португалия) и обязательными.

## Позиция ВОЗ на 2005 г
Всемирная организация здравоохранения не рекомендует удалять лейкоциты из всех компонентов крови
ВОЗ не рекомендует универсальную лейкодеплецию. Это очень затратная процедура, которая может быть выполнена по специальным показаниям.
ВОЗ рекомендует отдать приоритет действиям по обеспечению безопасности и доступности крови, так чтобы соблюсти базовые требования качества и безопасности, в соответствии с интегральной стратегией безопасности крови:
— национальная программа крови с системами качества во всех разделах;
— национальное обеспечение кровью, базирующееся на безвозмездных регулярных донациях крови;
— обследование всей донорской крови на гемотрансмиссивные инфекции, а также иммуногематологические исследования (группы крови, совместимость);
— надлежащее использование крови и компонентов крови, а также альтернатив гемотрансфузиям.
Рассматривать возможность расширения лейкодеплеции надлежит после решения вышеуказанных проблем. Эта проблема отдельных национальных регулирующих органов.